# Samuel Dexter
Samuel Dexter (14 de mayo de 1761 - 4 de mayo de 1816) fue uno de los primeros estadistas estadounidenses que sirvió tanto en el Congreso como en los gabinetes presidenciales de John Adams y Thomas Jefferson.
Nacido en Boston, se graduó en la Universidad de Harvard en 1781 y luego estudió derecho en Worcester teniendo como maestro a Levi Lincoln, Sr., futuro fiscal general de los Estados Unidos. En 1784, comenzó a ejercer en Lunenberg. Fue elegido miembro de la casa de representantes de Massachusetts en 1788, puesto que dejaría en 1790. Fue nombrado por el tercer Congreso miembro de la Cámara de Representantes y luego designado como Federalista al Senado de los Estados Unidos. En diciembre de 1799, escribió el discurso a la muerte de George Washington, primer presidente de la nación.
En menos de un año, fue elegido Secretario de Guerra por el presidente John Adams (1800). Tras la dimisión de Oliver Wolcott, Jr. en diciembre de 1800, Adams eligió a Dexter como Secretario del Tesoro de forma interina. Luego condujo brevemente los asuntos exteriores y dirigió el juramento oficial como Presidente del Tribunal Supremo de John Marshall. Por último, rechazó ser embajador en España.
Volvería a Boston en 1805 y allí continuaría ejerciendo la abogacía. Dejó el Partido Federalista uniéndose a las críticas Republicanas durante la Segunda Guerra de Independencia de 1812, más tarde sería candidato, sin éxito, para Gobernador de Massachusetts en 1814 y 1815. En sus últimos años fue un ardiente defensor de los movimientos antialcohólicos y presidió su primera reunión formal en Massachusetts. Moriría en 1816 siendo enterrado en el cementerio de Mount Auburn en Cambridge, Massachusetts.